# Tenafly (serie televisiva)
Tenafly è una serie televisiva statunitense in cinque episodi trasmessi per la prima volta nel corso di una sola stagione dal 1973 al 1974.
Tenafly fu una delle poche serie TV del suo tempo che aveva come unico protagonista un attore di colore. La serie conseguì subito indici di apprezzamento molto bassi e fu cancellata dopo soli quattro episodi. La serie aveva debuttato con un pilot iniziale, trasmesso il 12 febbraio 1973.

## Trama
Harry Tenafly è un ex poliziotto trasformatosi detective che si ritrova coinvolto in diversi casi.

## Personaggi
- Harry Tenafly (5 episodi, 1973-1974), interpretato da	James McEachin.
- tenente Sam Church (2 episodi, 1973), interpretato da	David Huddleston.
- Lorrie (2 episodi, 1973), interpretata da	Rosanna Huffman.
- Herb Tenafly (2 episodi, 1973), interpretato da	Paul Jackson.

## Produzione
La serie fu prodotta da Universal TV.

## Distribuzione
La serie fu trasmessa negli Stati Uniti dal 1973 al 1974 sulla rete televisiva NBC. In Italia è stata trasmessa con il titolo Tenafly.
Alcune delle uscite internazionali sono state:
- negli Stati Uniti il 10 ottobre 1973 (Tenafly)
- nel Regno Unito il 3 gennaio 1974
- in Italia (Tenafly)
- in Spagna (Tenafly)

## Episodi
| Stagione       | Episodi | Prima TV USA |
| -------------- | ------- | ------------ |
| Prima stagione | 5       | 1973-1974    |